# インディーのお仕事
インディーのお仕事（インディーのおしごと）は、CS局「FIGHTING TV サムライ」で放送されているインディープロレス団体専門の情報番組。

## 概要
- 初回放送 : 毎月第4木曜日22:00 - 23:00（リピート放送有り）
  - 過去の再放送 : 毎週金曜日朝11:00 - 12:00（初回放送）
  - 2013年2月までは毎月最終木曜日22:00 - 23:00（3月は休止）
  - 2012年9月までは毎週木曜日24:00 - 25:00
  - 2020年から毎週月曜日から金曜日 6:00 - 7:00
- 2009年11月12日で放送360回を迎える。
- 2024年3月の放送が最終回となり、サムライTV放送番組では最長寿番組として記録を樹立した。

## レギュラー出演
- おねえさん : 三田佐代子（通称「魅惑のメガネ」）
- カルロス・チョビート･モラシータ（通称「男色モグラfromメヒコ」、「ガチモグラ」） - メキシコ出身のモグラ、3代目アシスタント。

### 過去のアシスタント
- ニコライ・ゴッチャンスキー（初代、ロシアのハバロフスク出身のカエル。2006年3月まで。）
  - 大日本プロレスでレスラーデビューを果たす。またアイアンマンヘビーメタル王者も獲得したことがある。）
- ピエール・パクルジャン（2代目、フランスカラス。通称「毒舌パリジャン」、「ガチガラス」、2008年6月まで）
  - 大鷲透被害者の会会員。可愛がってくれた大鷲透の母親のためにアシスタントを降板し ちゃんこ大鷲に飾られる。

## インディー団体特番
2012年10月改編に伴い、インディーのお仕事は月1回の放送に変更された。この放送枠はインディー団体特番として他の特番と週代わり放送。交互に放送される特番は以下の通り。
- 第1週 : 第二次大日大戦

大日本プロレス情報。
MC : 登坂栄児、神谷英慶
- 第2週 : DDTドラマティックファンタジアReturns

DDTプロレスリング情報。
MC : 村田晴郎、鈴木健
- 第3週 : 女子プロレスのお仕事

女子プロレス各団体の情報。
MC : 月替りの女子選手・カルロス
- 最終週 : インディーのお仕事

大日本プロレス、DDTプロレスリングを含む男子インディー団体の情報。
MC : 三田佐代子、カルロス
なお木曜日が5日ある月の第4週は中継枠に当てられる。

## 2013年4月からの放送
2013年4月以降、木曜22時枠は改編により以下の基本ローテーションとなる。
- インディーのお仕事
- 格闘ジャンクション
- 女子プロレスのお仕事

「第二次大日大戦」、「DDTドラマティックファンタジアReturns」は23時枠に移され、以下の基本ローテーションで放送。
- 第二次大日大戦
- DDTドラマティックファンタジアReturns
- 元気です!港町芝ゼロワン物語

ZERO1情報。

## 2013年10月からの放送
2013年10月からは金曜23時枠に移動。以下のローテーションとなる。
- 第二次大日大戦
- DDTドラマティックファンタジアReturns
- インディーのお仕事
- 女子プロレスのお仕事

「元気です!港町芝ゼロワン物語」は30分枠の「ゼロワン熱血通信」にリニューアルされ最終月曜23時30分より放送。

## 番組のコーナー
- ニコライ時代（2003年4月11日 - 2006年3月30日）
  - WEEKLY INDIES DIGEST!
  - WEEKLY INDIES PIC-UP!
  - インディーの虎
  - ローカルインディーファイル
  - 見なくてケッコウ!
  - ローカルインディー活性化委員会
    - 出演者：登坂栄児、ドクター水上
- ピエール時代（2006年4月 - 2008年6月26日）
  - インディーズ・ダイジェスト
  - バトルステーション番外地
- カルロス時代（2008年7月3日 - ）
  - カルロスリポート
  - 俺の歌謡SHOW
毎回、レスラーがカラオケボックスで十八番を歌い、そのままEDとなる。
バカ社長の回で、放送禁止のピーが4回入っている。
最終回では三田本人が「残酷な天使のテーゼ」を微妙に歌い上げて終わるというある意味衝撃的なラストだった。
  - ウラカタのお仕事
俺の歌謡SHOWの後継コーナー。いろんな団体の裏方たちに業務内容や裏話などを語ってもらう。

## 日本インディー大賞
番組が視聴者投票を募り、その年のインディーで最も活躍した選手等を表彰。
受賞者等、詳細は「日本インディー大賞」を参照。

## ニコライの仲間たち
- ミカエル・ゴッチャンスキー
- クワトロ・バルボウスキー
- ガヨコ
- ドラゴノフ・ゴッチャンスキー
- 山本屋光太夫

## 取扱う主な団体、プロモーション
- 大日本プロレス
- プロレスリングFREEDOMS
- DDTプロレスリング
- ユニオンプロレス
- 暗黒プロレス組織666
- みちのくプロレス
- 大阪プロレス
- KAIENTAI DOJO
- スーパーFMW
- WWS
- アパッチプロレス軍
- プロレスリングSECRET BASE
- 頑固プロレス
- ガッツワールドプロレスリング
- プロレスリングHEAT UP
- ASUKA PROJECT
- プロレスリングアライヴ
- プロフェッショナルレスリング・ワラビー
- シアタープロレス東京多摩ルチャス
- 新潟プロレス
- 道頓堀プロレス
- ダブプロレス
- プロレスリングFTO
- 埼玉プロレス
- 琉球ドラゴンプロレスリング
- シアタープロレスSGP名古屋花鳥風月
- 沼津プロレス
- FU☆CK!
- プロレスリング華☆激
- 大分プロレス〜AMW〜
- 九州プロレス
- 水上プロレス
- EAGLEプロレス
- スポルティーバエンターテイメント